# Wahlbezirk Galizien 31
Der Wahlbezirk Galizien 31 war ein Wahlkreis für die Wahlen zum Abgeordnetenhaus im österreichischen Kronland Galizien. Der Wahlbezirk wurde 1907 mit der Einführung der Reichsratswahlordnung geschaffen und bestand bis zum Zusammenbruch der Habsburgermonarchie.

## Geschichte
Nachdem der Reichsrat im Herbst 1906 das allgemeine, gleiche, geheime und direkte Männerwahlrecht beschlossen hatte, wurde mit 26. Jänner 1907 die große Wahlrechtsreform durch Sanktionierung von Kaiser Franz Joseph I. gültig. Mit der neuen Reichsratswahlordnung schuf man insgesamt 516 Wahlbezirke, wobei mit Ausnahme Galiziens in jedem Wahlbezirk ein Abgeordneter im Zuge der Reichsratswahl gewählt wurde. In Galizien wurde in den Städtewahlkreisen je ein Abgeordneter gewählt, in den Landgemeindewahlkreisen Galiziens wurden zwei Abgeordneter ermittelt.
Der Wahlkreis Galizien 31 umfasste die Orte Brody, Stare Brody und Hucisko Brodzkie (Gerichtsbezirk Brody), Podkamień (Gerichtsbezirk Załoźce), Łopatyn und Ruda Brodzka (Gerichtsbezirk Łopatyn) sowie die Ortschaft Radziechów (Gerichtsbezirk Radziechów). Der Wahlbezirk war von einer überwiegend Polnisch sprechenden Bevölkerung mit jüdischer Konfession bewohnt.
In der Reichsratswahl 1907 siegte der Kandidat der Jüdischnationale Partei Adolf Stand in der Stichwahl gegen den Kandidaten der Polnischen Demokraten. Bei der Reichsratswahl 1911 verlor Stand seinen Abgeordnetensitz bereits im ersten Wahlgang an den Polnischen Demokraten Henryk Kolischer.

## Wahlergebnisse

### Reichsratswahl 1907
Die Reichsratswahl 1907 wurde am 14. Mai 1907 (erster Wahlgang) sowie am 23. Mai 1907 (Stichwahl) durchgeführt.

#### Erster Wahlgang
| Kandidat                                                                     | Partei                     | Wahlkreis- stimmen | Prozent |
| ---------------------------------------------------------------------------- | -------------------------- | ------------------ | ------- |
| Szymon Wollerner                                                             | Polnische Demokraten       | 1517               | 31,5 %  |
| Adolf Stand                                                                  | Jüdischnationale Partei    | 1493               | 31,0 %  |
| Henryk Loewenherz                                                            | Polnische Sozialdemokraten | 1244               | 25,8 %  |
| Ivan Kuncevyč                                                                | unabhängiger Ukrainer      | 533                | 11,1 %  |
| Maurycy Rosenstock                                                           | polnisch-konservativ       | 0                  | 0,0 %   |
|                                                                              | Sonstige Parteien          | 16                 | 0,3 %   |
| Wahlberechtigte: 5902, Ungültige/Leere Stimmen: 143, Wahlbeteiligung: 83,8 % |                            |                    |         |

#### Stichwahl
| Kandidat                                                                     | Partei                  | Wahlkreisstimmen | Prozent |
| ---------------------------------------------------------------------------- | ----------------------- | ---------------- | ------- |
| Adolf Stand                                                                  | Jüdischnationale Partei | 2585             | 53,7 %  |
| Szymon Wollerner                                                             | Polnische Demokraten    | 2228             | 46,3 %  |
| Wahlberechtigte: 5902, Ungültige/Leere Stimmen: 106, Wahlbeteiligung: 83,3 % |                         |                  |         |

### Reichsratswahl 1911
Die Reichsratswahl 1911 wurde am 13. Juni 1911 (erster Wahlgang) sowie am 20. Juni 1911 (Stichwahl) durchgeführt. Die Stichwahl im Wahlbezirk 31 entfiel jedoch auf Grund der absoluten Mehrheit für Henryk Kolischer im ersten Wahlgang.
| Kandidat                                                                     | Partei                                   | Wahlkreis- stimmen | Prozent |
| ---------------------------------------------------------------------------- | ---------------------------------------- | ------------------ | ------- |
| Henryk Kolischer                                                             | Polnische Demokraten                     | 3662               | 93,2 %  |
| Adolf Stand                                                                  | Jüdischnationale Partei                  | 197                | 5,0 %   |
| Sochackyj                                                                    | unabhängiger Ukrainer                    | 58                 | 1,5 %   |
| Vasyl Sanat                                                                  | Ukrainische Nationaldemokratische Partei | 8                  | 0,2 %   |
|                                                                              | Sonstige Parteien                        | 3                  | 0,1 %   |
| Wahlberechtigte: 6405, Ungültige/Leere Stimmen: 110, Wahlbeteiligung: 63,0 % |                                          |                    |         |